# AN/PRC-152

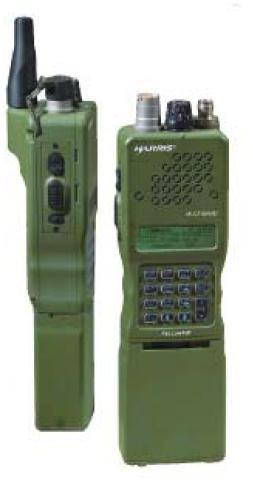

AN/PRC-152 다중대역 휴대용 라디오는 해리스 코퍼레이션에서 제조한 휴대용 소형 전술 소프트웨어 정의 전투망 라디오이다. JTRS(Joint Tactical Radio System) SCA(Software Communications Architecture)에 대한 면제 없이 준수한다. 일급 비밀 데이터 전송에 대한 NSA 인증을 받았다.
AN/PRC라는 명칭은 양방향 통신에 사용되는 육군/해군 휴대용 무선 장치를 의미하며 합동 전자 유형 지정 시스템 지침을 기반으로 한다.

## 같이 보기
- SINCGARS